# Liberto Sarrau
Liberto Sarrau Royes (1920-2001) est un militant anarchiste catalan.
Très jeune, il adhère à la Fédération ibérique des jeunesses libertaires avant de rejoindre la Confédération nationale du travail en 1934.
Dans les années 1936-1939, il participe à la révolution sociale et à la guerre civile d’Espagne.
Après la défaite des républicains et la retirada, il s’engage dans la résistance anti-franquiste clandestine.

## Biographie
Après le soulèvement nationaliste des 17 et 18 juillet 1936 en Espagne et au début de la guerre civile, trop jeune pour rejoindre les colonnes de miliciens qui partent vers le front d'Aragon, il fonde avec deux amis anarchistes du même âge, Abel Paz et Federico Arcos, un groupe : « Quijotes del Ideal ». Ils publient un petit journal, El Quijote, dans lequel ils dénoncent le réformisme rampant qui se dessine au sein des dirigeants de la CNT.
En février 1939, Barcelone tombe aux mains des troupes de Franco : Abel Paz participe alors à la retirada (retraite) et traverse avec des milliers d'autres la frontière française[Laquelle ?].

## Vidéographie  et sources
- Chrisitian Mottier, Les anars, Temps présent, Radio télévision suisse, 3 avril 1970, voir en ligne.
- Dictionnaire des guérilleros et résistants antifranquistes : notice biographique.
- (en) Institut international d'histoire sociale (Amsterdam) : Liberto Sarrau Royes.
- (ca) Estel Negre : notice biographique.